# Willemijn Karsten
Willemijn Karsten (født 28. juni 1986) er en tidligere nederlandsk håndboldspiller, der i 2012 afsluttede sin aktive klub og landsholdskarriere i Thüringer HC i Tyskland.
Willemijn Karsten spillede i hjemlandet for klubben Zeeman Vastgoed SEW, som hun blev to gange nederlandsk mester med. I 2007 skiftede hun til Bundesligaklubben Buxtehuder SV. Efter at have spillet 24 kampe for BSV skiftede backspilleren til den nyoprykkede Bundesligaklub Borussia Dortmund Handball. Siden sommeren 2009 har hun spillet for DJK/MJC Trier.
Hun repræsenterede Holland ved EM i 2010 og havde før mesterskabet spillet 71 landskampe og scorede 157 mål.